# Intharavongsa
Intharavongsa (mort en 1776) nom complet Samdach Brhat Chao Indra Varman Raja Sri Sadhana Kanayudha [Inthara Vongsa] fut roi du royaume de Luang Prabang en 1749.
Prince royal et second des fils du roi Inthason, il porte le nom de Indrabrahma [Intha-prom]. Commandant en chef des armées, il est chargé de défendre le royaume contre une invasion des annamites en 1749. Il défait les envahisseurs et est acclamé par le peuple à son retour. La noblesse et les ministres le proclament roi sous le nom d'Intharavongsa au détriment de ses frères aînés. Il règne seulement huit mois avant d’abdiquer en faveur de son frère aîné et meurt en 1776.